# بابلو غارسيا
بابلو غارسيا (3 فبراير 1946 في إسبانيا - ) هو لاعب كرة سلة كوبي في مركز هجوم صغير الجسم، شارك في الألعاب الأولمبية الصيفية 1968 ودورة الألعاب الأمريكية 1971.

## وصلات خارجية
- بابلو غارسيا على موقع الاتحاد الدولي لكرة السلة (الإنجليزية)
- بابلو غارسيا على موقع سبورتس رفرنس (الإنجليزية)
- بابلو غارسيا على موقع أوليمبيديا (الإنجليزية)